# 후로 케 테 아모
《후로 케 테 아모》(스페인어: Juro que te amo)은 2008년 방영된 멕시코의 텔레노벨라이다.